# Foveolocyathus alternans
Foveolocyathus alternans är en korallart som först beskrevs av Stephen D. Cairns och Parker 1992.  Foveolocyathus alternans ingår i släktet Foveolocyathus och familjen Turbinoliidae. Inga underarter finns listade i Catalogue of Life.